# Пятьдесят копеек 1921 года
Пятьдесят копеек образца 1921 года — курсовая монета РСФСР достоинством в 50 копеек, чеканившаяся в 1921 и 1922 годах из серебра 900 пробы.

## История чеканки
На территории, контролируемой Красной Армией, к 1921 году в обращении наблюдался дефицит монет, денежная масса состояла почти исключительно из бумажных денежных знаков, выпущенных Советской властью. Для их замещения и придания молодому советскому государству большего престижа было решено начать чеканить собственную монету, в частности серебряные монеты достоинством 50 копеек. Дизайн монет играл роль в агитации, они являлись мини-плакатами. Известно, что для восполнения дефицита серебра использовались дореволюционные запасы и конфискованная церковная утварь. 
Преемником 50 копеек образца 1921 года стал полтинник 1924 года.

## Оформление
Монета имеет круглую форму, диаметр -- 26,7 миллиметра, общая масса -- 10 граммов, материал -- серебро 900 пробы. Параметры полностью соответствуют полтинникам дореволюционной чеканки, что должно было увеличить доверие населения к новым советским монетам. На обеих сторонах есть широкий кант, гурт оформлен надписью, указывающей на содержание металла в золотниках и инициалы минцмейстеров: Артура Гартмана (в 1921 и 1922 гг.) или Петра Латышева (в 1922 г.).
На аверсе расположен измененный герб РСФСР образца 1920 года, окружённый ободком из точек и с указанием страны (РСФСР), которая перемещена вниз герба на место лозунга «Пролетарии всех стран, соединяйтесь!». Последний помещен на монету в виде круговой надписи.
Большую часть оформления реверса занимает пятиконечная звезда с числом «50», обозначающим номинал, ободком из точек. Под звездой располагается год чеканки стилизованным шрифтом. Вверху монеты находится повторение номинала «50 копеек», по кругу расположен венок и еще один точечный ободок. Известны экземпляры полированного чекана, изготовленные по особому заказу ВОФ или без гуртовой надписи.